# TmaxSoft
TmaxSoft est une multinationale sud-coréenne spécialisée en progiciel.
Elle a été fondée en 1997 par le professeur Daeyeon Park, précédemment professeur au Korea Advanced Institute of Science and Technology (KAIST). La société comporte trois activités : TmaxSoft, TmaxData and TmaxOS. Actuellement, TmaxData et TmaxOS sont des filiales à part entière.
L'entreprise a débuté comme fournisseur de middleware. C'est la plus grosse société de software de Corée du Sud depuis 2007. Elle est membre du JCP. Son portfolio de produit comprend Tmax, JEUS et WebtoB. Ils ont d'autres offres telles Tibero (DBMS), ProSync, SysMaster, ProFrame, OpenFrame (Mainframe legacy rehosting), TmaxOS, TmaxOffice, ToGate (web browser), Prozone et des produits big data (ZetaData, HyperData et AnyMiner).